# Barombogryllacris nigriceps
Barombogryllacris nigriceps is een rechtvleugelig insect uit de familie Gryllacrididae. De wetenschappelijke naam van deze soort is voor het eerst geldig gepubliceerd in 1891 door Karsch.